# Brad Kahlefeldt

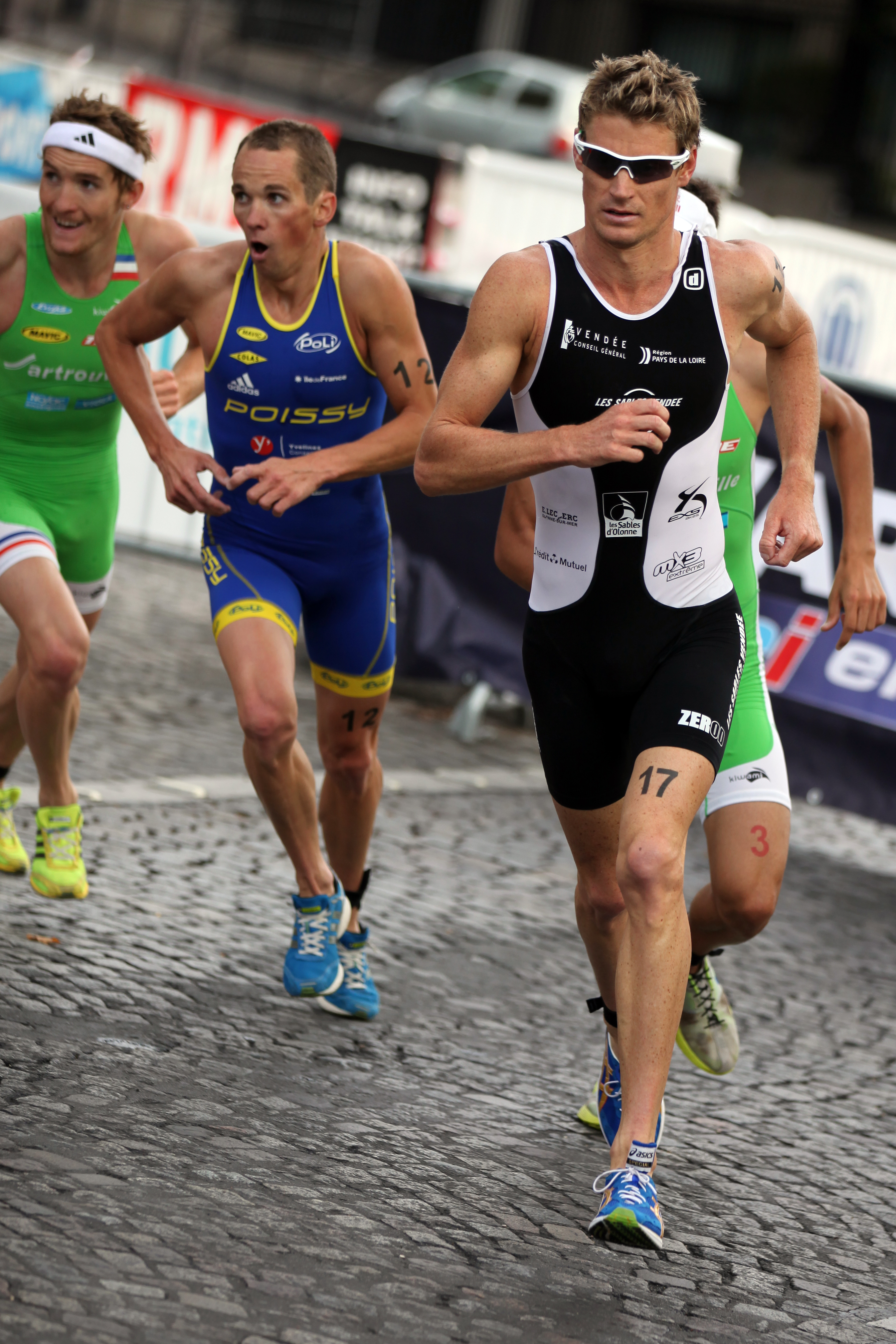
Brad Kahlefeldt, Gregory Rouault, Triathlon de Paris, 2011.

Brad Kahlefeldt (Temora (New South Wales), 21 juli 1979) is een Australisch triatleet en aquatleet. Hij werd Gemenebest kampioen, Australisch kampioen en wereldkampioen neo-senioren op de triatlon.
Vanaf 1982 woont hij in het dorp Wagga Wagga. Zijn eerste succes boekte hij in 2000 met het winnen van een zilveren medaille op het WK aquatlon in Cancún. Met een tijd van 29.00 eindigde hij achter de Nieuw-Zeelander Matty Reed, die de wedstrijd won in 28.53. Twee jaar later won hij een gouden medaille op het WK triatlon voor neo-senioren.
In 2005 werd hij derde tijdens het WK triatlon op de olympische afstand in Japan. Het jaar erop werd hij nationaal kampioen en won hij een gouden medaille bij de Gemenebestspelen in Melbourne. Met een tijd van 1:49.16,33 versloeg hij de Nieuw-Zeelander John Docherty (zilver) en zijn landgenoot Peter Robertson (brons). Op de Olympische Spelen van 2008 in Peking moest hij genoegen nemen met een zestiende plaats in 1:50.36,00.

## Titels
- Gemenebest kampioen triatlon - 2006
- Australisch kampioen triatlon - 2006
- Wereldkampioen triatlon neo-senioren - 2002

## Belangrijke prestaties

### triatlon
- 2002:  WK neo-senioren in Cancún
- 2003: 45e WK olympische afstand in Queenstown - 2:00.58
- 2005: 5e ITU wereldbekerwedstrijd in New Plymouth
- 2005: 4e ITU wereldbekerwedstrijd in Hamburg
- 2005:  WK olympische afstand in Gamagori - 1:49.44
- 2006:  Gemenebestspelen in Melbourne - 1:49.16,33
- 2006:  ITU wereldbekerwedstrijd in Salford
- 2006:  ITU wereldbekerwedstrijd in Doha
- 2006:  ITU wereldbekerwedstrijd in Richard Bay
- 2006:  Triatlon van Holten
- 2007:  WK olympische afstand in Hamburg - 1:43.35
- 2008: 16e Olympische Spelen in Peking - 1:50.36,00
- 2009:  ITU wereldbekerwedstrijd in Tongyeong - 1:50.25
- 2009: DNF Hy-Vee Triathlon & ITU BG World Cup
- 2009:  ITU wereldbekerwedstrijd in Tongyeong - 1:50:25
- 2009: 9e ITU wereldbekerwedstrijd in Madrid - 1:53.18
- 2009: 11e ITU wereldbekerwedstrijd in Washington D.C. - 01:51:18
- 2009: 33e ITU wereldbekerwedstrijd in Kitzbühel - 1:47.30
- 2009:  ITU wereldbekerwedstrijd in Hamburg - 1:44.14
- 2009: 34e ITU wereldbekerwedstrijd in Gold Coast - 1:47.37
- 2010: 4e WK sprintafstand in Lausanne - 53.19
- 2011: 11e WK sprintafstand in Lausanne - 53.04
- 2011: 10e WK  olympische afstand

### aquatlon
- 2000:  WK in Cancún